# Rivastigmina
Rivastigmina é um agente parassimpáticomimético ou colinérgico para o tratamento da demência do tipo Alzheimer leve a moderada e demência causada pela doença de Parkinson. O fármaco pode ser administrado por via oral ou através de um penso transdérmico, este último capaz de diminuir a prevalência de efeitos secundários. que geralmente incluem náuseas e vómitos. A substância é eliminada através da urina e aparenta ter poucas interações com outros fármacos.